# Editor de texto enriquecido

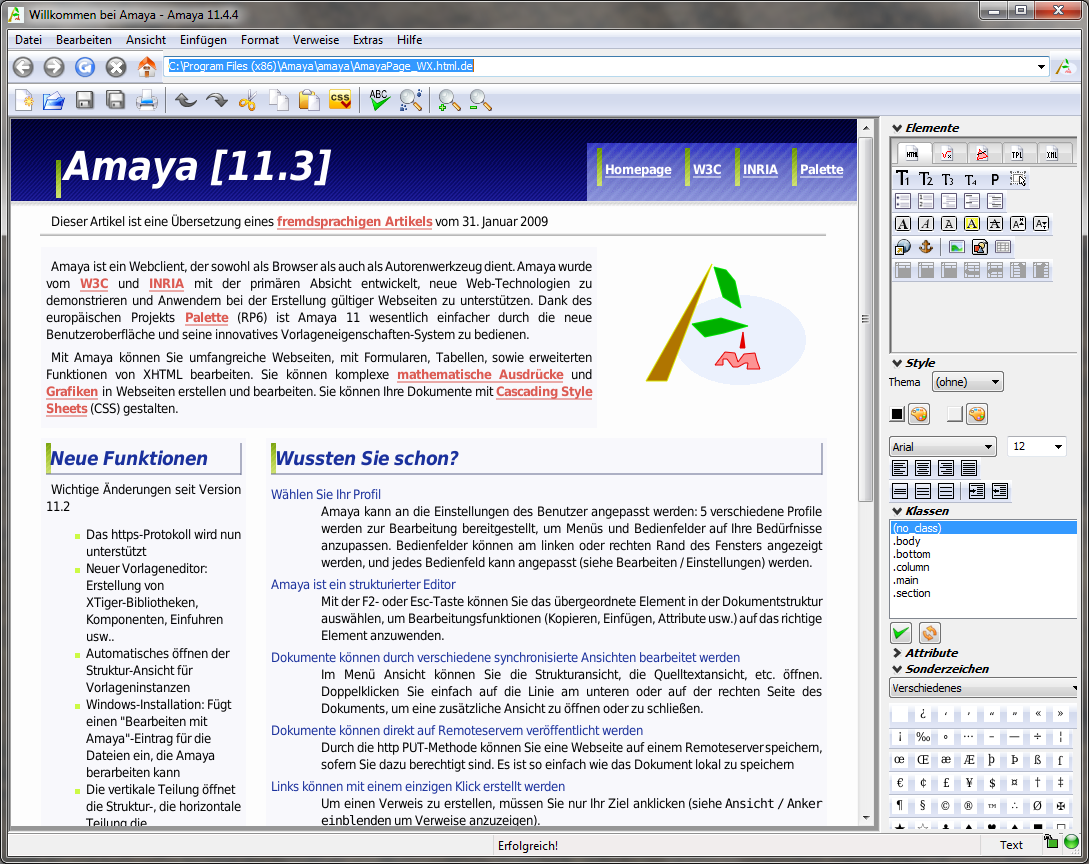

Um Editor de Texto Enriquecido (Online rich-text editor) é uma ferramenta online que apresenta uma interface para edição de textos em web browsers do tipo "WYSIWYG". O objetivo é reduzir a dificuldade que alguns usuários possuem evitando que seja necessário expressar formatações diretamente em linguagem HTML.
Embora browsers mais antigos já fossem capazes de exibir esse tipo de texto (rich-text), o visual da digitação de dados por parte do usuário estava limitado a caixas de texto com apenas uma opção de fonte e estilo (implementados com o elemento HTML <TEXTAREA>). O Internet Explorer foi o primeiro a adicionar um "designMode" especial, que permitia que partes formatadas de um documento fossem editadas por um usuário usando um cursor. A Mozilla fez o mesmo na versão 1.3 do Firefox, e a maioria dos browsers agora segue esse padrão informal em algum nível.
As capacidades técnicas necessárias para implementar um editor de textos enriquecido ainda não estão cobertas pela especificações W3C para HTML4. Mesmo assim, serviços populares como Gmail e WordPress baseiam-se na edição por "rich text" (texto enriquecido) como principal interface com o usuário. Para HTML5, algumas padronizações estão sento concluídas em uma propriedade DOM chamada "contentEditable", que se assemelha à extensão do Internet Explorer.
Muitos dos serviços de escritório online (Online office suites) tendem a prover algum tipo de funcionalidade de edição e formatação de texto.

## Desafios de Design
Os editores mais populares usados para criar o componete de texto enriquecido de web pages tem os seguintes objetivos de design:
- A visão que se tem no ato da edição combina com a aparência final do conteúdo publicado no que diz respeito a fontes, listas, tabelas imagens e estrutura.
- Com os botões, controles e toques no teclado obtém-se o mesmo resultado do processador de texto que o usuário está acostumado.
- O código HTML que é gerado está em conformidade com os padrões web (como W3C) e o browser onde o conteúdo será visto.

## Exemplos de Online Rich-text Editors
- CKEditor — Browser de código aberto baseado em rich-text editor.
- CuteEditor - Editor comercial desenvolvido por CuteSoft baseado em ASP.NET.
- RadEditor - Editor comercial desenvolvido pela Telerik baseado em ASP.NET / ASP.NET AJAX.
- TinyMCE — Controle de editor em código aberto.
- WYMeditor — Editor XHTML de código aberto focado em "semantic markup" (marcação semântica).

## Editores de Widgets
- Dijit Editor - Dojo Toolkit baseado em componentes de rich-text.
- YUI Rich Text Editor - um componente de rich-text da Yahoo!.